# Stenløse (Odense)
 For alternative betydninger, se Stenløse. (Se også artikler, som begynder med Stenløse)
Stenløse er en mindre bydel i det sydlige Odense, beliggende i Stenløse Sogn.
Stenløse er den nordøstligste del af Stenløse Sogn, hvor Odense er vokset ud over sognegrænsen. Ca. ½ km åbent land og skov adskiller den fra Sankt Klemens.
|  | Denne artikel om lokaliteten Stenløse (Odense) kan blive bedre, hvis der indsættes et (bedre) billede. Du kan hjælpe ved at afsøge Wikimedia Commons for et passende billede eller lægge et op på Wikimedia Commons med en af de tilladte licenser og indsætte det i artiklen. |

55°20′21″N 10°21′42″Ø / 55.33917°N 10.36167°Ø